# Komitats Kanal
Komitats Kanal är en kanal i Österrike. Den ligger i den östra delen av landet, 60 km sydost om huvudstaden Wien.
Trakten runt Komitats Kanal består till största delen av jordbruksmark. Runt Komitats Kanal är det ganska tätbefolkat, med 62 invånare per kvadratkilometer.